# James Geikie

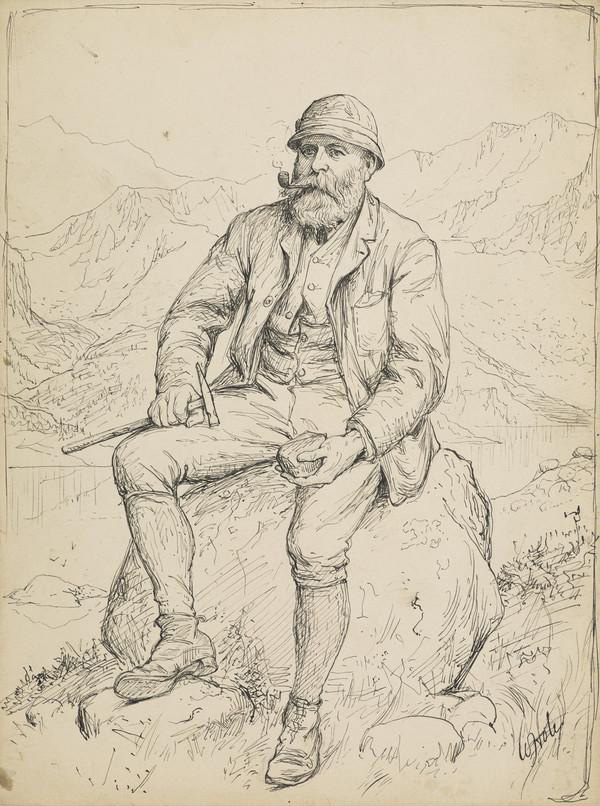
James Geikie, Illustration von 1916

James Murdoch Geikie (* 23. August 1839 in Edinburgh; † 1. März 1915 ebenda) war ein schottischer Geologe, der in Schottland kartierte und als Vertreter der These einer Landvergletscherung in der Eiszeit bekannt war.

## Leben
Er war der Sohn von James Stuart Geikie (1812–1884), heute vor allem als Liedkomponist bekannt, und der jüngere Bruder des Geologen Archibald Geikie. Geikie besuchte die Royal High School in Edinburgh und studierte an der Universität Edinburgh, während er bei einem Drucker arbeitete. Er war ab 1862 beim Geological Survey, wo er bis 1882 blieb und hauptsächlich in Schottland arbeitete, wo er (unter seinem Bruder Archibald) District Surveyor wurde. 1882 wurde er als Nachfolger seines Bruders Murchison Professor für Geologie und Mineralogie an der Universität Edinburgh.
Er ist bekannt für seine Untersuchungen zum Eiszeitalter im Pleistozän und der Auswirkung der damaligen Vergletscherung auf die Geomorphologie, auf die er bei seiner Arbeit beim Geological Survey in Zentral-Schottland stieß. Eine Vergletscherung an Land war damals noch nicht allgemein akzeptiert – einige Geologen erklärten die Zeugen der Vergletscherung als Wirkung von Packeis oder Eisbergen. Er vertrat auch früh die Auffassung, dass es Warmzeiten innerhalb des Eiszeitalters gab und datierte einige paläolithische Funde in diese Interglazialperioden, von denen es nach Geikie fünf gab. Sein Hauptwerk, das seine Reputation begründete, war The Great Ice Age and its Relation to the Antiquity of Man, das zuerst 1874 erschien, er hatte seine Theorie aber auch schon im Geological Magazine 1872 auseinandergesetzt. Er schrieb auch zwei damals verbreitete Geologie-Lehrbücher (Outlines of Geology 1886, Structural and Field Geology 1905).
1875 wurde er Fellow der Royal Society. Er war Gründungsmitglied der Royal Scottish Geographical Society und 1904 bis 1910 deren Präsident. Außerdem war er bei seinem Lebensende Präsident der Royal Society of Edinburgh. 1889 erhielt er die Murchison-Medaille der Geological Society of London und er erhielt die Brisbane Medal der Royal Society of Edinburgh.
Neben der Geologie übersetzte er auch Gedichte von Heinrich Heine (veröffentlicht 1887).
Der Geikie-Gletscher in Alaska und der Geikie-Nunatak im ostantarktischen Coatsland wurden nach ihm benannt.

## Schriften
- The Great Ice Age and its relation to the Antiquity of Man. London 1874, 3. Auflage: E. Stanford, London 1894, archive.org
- Geology. Chambers, 1875, archive.org, Ausgabe Chambers 1883 bei Projekt Gutenberg
- Historical Geology. Chambers, 1876, archive.org
- Prehistoric Europe: a geological sketch. E. Stanford, London 1881
- Fragments of Earth Lore: Sketches and Addresses, Geological and Geographical. J. Bartholomew and Co., Edinburgh 1893
- Earth Sculpture or The Origin of Landforms. G. P. Putnam’s, New York 1898, archive.org
- Outlines of Geology. 1886; 3. Auflage 1896
- Structural and Field Geology for students of pure and applied Science. 1905; Van Nostrand, 1910, archive.org; 6. Auflage: Oliver and Boyd, 1953 (bearbeitet von Robert Campbell und Robert M. Craig)
- The Antiquity of Man in Europe. Oliver and Boyd, Edinburgh 1914, archive.org
- Mountains, their origin, growth and decay. Oliver and Boyd, Edinburgh 1913